# Lamberto Cesaroni
Lamberto Cesaroni (Roma, 16 aprile 1967) è un produttore discografico italiano.
Le sue esperienze all'interno del settore musicale e della produzione in generale spaziano negli anni in diversi ruoli tra cui compositore, producer, arrangiatore, fonico, tastierista in studio e in tour, pianista, programmatore sonoro, editore, producer di eventi, manifestazioni pubblicitarie below the line, tournée musicali e programmi televisivi, direttore artistico.

## Biografia
Nel 1982 fonda i Charchis, band costituita da un gruppo di giovanissimi musicisti (12/15 anni) che con diverse formazioni nei 10 anni successivi si esibisce in circa 200 concerti nell'area milanese (tra cui Milano Piazza Santo Stefano per Radio 105, Teatro Ciak, Teatro Nazionale Milano, Teatro Carcano, Propaganda ecc). Da questo primo gruppo nascono diverse partecipazioni al Festival di Sanremo, tra cui Maurizio Lauzi corista nel 1995 e in gara nel 1996 e 1997 Premio della Critica con "Il capo dei giocattoli", i fratelli John e Nicola Norman con i Ladri di Biciclette nel 1993, e Cesaroni stesso come autore per Camilla (Sanremo Giovani 1996) 
Nei 20 anni successivi si esibisce in almeno un migliaio di concerti con diverse formazioni come tastierista e/o cantante: tra le formazioni musicali la più longeva quella dei Multigroove, band di cover soul/dance, attiva dal 1991 al 2011 prevalentemente a Milano (con 4 esibizioni a New York nel 2009 e 2010).
Nel 1987 realizza a Viareggio per l'Asca, Associazione per lo Studio della Cultura e dell'Arte - con il patrocinio dell'allora Ministero del turismo e dello spettacolo, della Regione Toscana, della Provincia di Lucca e del Comune di Viareggio - il Corso Internazionale di Perfezionamento per circa 200 cantanti lirici e musicisti diplomati di provenienza classica. A questo corso affianca la realizzazione del primo corso in Italia sui temi del protocollo musicale MIDI, programmazione sonora, registrazione digitale e computer music. Insieme all'attività didattica, per l'Asca segue la produzione di decine di concerti e concorsi nazionali di musica classica, mostre ed eventi nell'area versiliana tra cui Viareggio, Arezzo, Pietrasanta, Massarosa, Forte dei Marmi, Lucca ecc.
Dal 1987 al 1991 collabora con la struttura di supporto agli utenti italiani di sintetizzatori del marchio Korg, sviluppando la conoscenza della sintesi sonora e le programmazioni dei suoni timbrici per Korg e realizzando il primo esempio di quello che in seguito sarebbe divenuto uno standard mondiale, il MIDI file Standard (.mid).
Queste prime esperienze daranno frutto nelle successive realizzazioni e collaborazioni discografiche ed artistiche.
Nel 1991 partecipa come tastierista e programmatore al tour nazionale di Giuni Russo A casa di Ida Rubinstein in quartetto con la cantante, Alessandro Nidi al pianoforte e Massimo Ferraguti al clarinetto. Il progetto artistico, basato sull'omonimo album, comprende brani di Franco Battiato, Giuseppe Verdi, Gaetano Donizetti, Vincenzo Bellini e di Giuni Russo stessa. Da registrazioni effettuate quasi casualmente, di questo tour nel 1998 verrà pubblicato l'album Voce Prigioniera (Nar/Rti Music) e, dopo 20 anni, nel 2011 il DVD A casa di Ida Rubinstein (Edel).
Nel 1993 entra negli studi della Energy Production di Milano (casa discografica specializzata in produzioni dance) nel ruolo di compositore, producer, programmatore e fonico: pubblica diverse decine di singoli, molti dei quali con il disc jockey Albyno DJ (Albino Fuccio).
Nel 1995 apre lo studio di registrazione After Hour Studio dove realizza oltre 30 singoli dance, remix, produzioni commerciali e pubblicitarie, sonorizzazioni di convention, sfilate e spot radiotelevisivi.
Nel 1999 entra nell'area della produzione di concerti, eventi, tour musicali, festival e programmi televisivi musicali nei ruoli di producer e/o direttore di produzione curando la produzione di oltre un migliaio di concerti ed eventi di vario genere.
Nel 2004 fonda l'etichetta discografica indipendente Zapted distribuita da Universal Music e la casa editrice Zapted Pubs.
In seguito le esperienze di produzione e logistica, insieme agli elementi di creatività, vengono richiesti negli ambiti della pubblicità below the line, settore in cui collabora nella produzione, ideazione ed esecuzione di grandi eventi, spesso associati alla spettacolarizzazione musicale.

## Discografia

### Singoli scritti, arrangiati e mixati
- 1991 Lambi Mi sono affezionato al tuo odore (J&B Talent Scout - Radio 105)
- 1993 X-Position I can wait for love (Extreme – Energy Production) pubblicato anche in Spagna
- 1993 Sima Don't leave me this way (X-Energy – Energy Production)
- 1993 Entropya Mind Cables (Extreme – Energy Production) con Ilario Drago, nella top 10 della classifica dance di Radio 105, pubblicato anche in Uruguay
- 1993 Faith World of music (Extreme – Energy Production)
- 1993 M.J.C. Featuring Davina I'm ready versione b2 (D-Vision – Energy Production)
- 1993 Joy Boys Talk about (Extreme – Energy Production) pubblicato anche in Spagna e Portogallo
- 1993 Blind Therapy Gimme'D'Pom (Extreme – Energy Production) pubblicato anche in Spagna (Max Music)
- 1994 B-94 Money! (Interstate – Energy Production) pubblicato anche in Spagna (Blanco y Negro), in Austria (GiG) e in Polonia
- 1994 Groove Corporation Groovin' to the beat (Extreme – Energy Production) pubblicato anche in Spagna (Max Music)
- 1994 Isa B. Good for you (X-Energy – Energy Production) pubblicato anche in Austria, Svizzera e Germania (ZYX), Gran Bretagna, Polonia, Svezia, Argentina e Spagna
- 1994 Pad Faze Sex-O-Matik (Interstate – Energy Production)
- 1994 Under Rhythm Remember (D-vision – Energy Production) pubblicato anche in Argentina, Spagna e Canada
- 1994 Sima I need your lovin’ (D-vision – Energy Production) pubblicato anche in Argentina
- 1994 Systematic Love is the answer (X-Energy – Energy Production) 1º posto della classifica dance italiana, oltre 1.600.000 copie pubblicate su diverse compilation – pubblicato anche in Germania, Austria e Svizzera (ZYX), Giappone (Avex), Francia, Argentina, Gran Bretagna, Portogallo, Svezia, Sudafrica, Paesi Bassi, Polonia, Croazia, Ungheria, Slovenia e Canada
- 1994 M-System Keep right now registrazione e mix (Extreme – Energy Production)
- 1994 Advisory Everynight (Extreme – Energy Production) pubblicato anche in Spagna, Polonia ed Uruguay
- 1994 Amazulu Koma koma (Interstate – Energy Production) pubblicato anche in Spagna e Argentina
- 1994 B-94 Are you felling allright (Interstate – Energy Production) pubblicato anche in Spagna
- 1994 Inside Out Keep on dancing (Extreme – Energy Production) pubblicato anche in Polonia
- 1994 J.B. Balù balè (Interstate – Energy Production) pubblicato anche in Spagna (Blanco y Negro) ed Uruguay
- 1994 J.B. Babaumma (Interstate – Energy Production) pubblicato anche in Spagna
- 1994 Anima Latina Music is my life (Extreme – Energy Production)
- 1994 D.A.D. Boom-base registrazione e mix (Next – Energy Production)
- 1994 Safety House Come on baby (Extreme – Energy Production) pubblicato anche in Spagna (Prodisc)
- 1994 Cover Locomotive Vocale (Grand Marnier)
- 1994 Grand Marnier Team Grand Musique (Propio - Grand Marnier)
- 1994 Mulhouse Skasy mix (Extreme – Energy Production)
- 1994 Defect featuring Tom Hooker Let me go (X-Energy – Energy Production) Pubblicato anche in Germania (Zyx), Spagna, Sudafrica e Polonia
- 1994 Next Block Featuring Moktar Give you my love coautore (X-Energy – Energy Production) Pubblicato anche in Gran Bretagna, Germania, Belgio, Spagna, Francia, Giappone, Irlanda, Sudafrica, Andorra, Cecoslovacchia, Svizzera, Romania e Argentina
- 1995 Daydream Thinkin' about You registrazione e mix (Next – Energy Production) oltre 1.000.000 di copie su compilation
- 1995 The Stone Band Meet the Flintsones prodotto, mixato e cantato (Next – Energy Production)
- 1995 Maui Feel me tonight (Interstate – Energy Production) pubblicato anche in Polonia
- 1995 Z100 Gengennarugenge registrazione e mix (Dig It)
- 1995 Daydream Through the night mix (Next – Energy Production)
- 1995 M. V.L. Featuring Earl Bennet Feel the power registrazione e mix (D-vision – Energy Production)
- 1995 El Toro Cinga tu madre (Mordred - Dancework)
- 1995 Eku The secret of love (Mordred - Dancework)
- 1996 Leone Di Lernia Agenzia matrimoniale autore della parte musicale (RTI Music)
- 1996 Leone Di Lernia Chille che soffre arrangiamento (cover di Killing me softly) (RTI Music)
- 1996 ABC 20 Ice bells registrazione e mix (Drohm – Flying Records Production - Blue Flower BMG Ricordi)
- 1996 Not-a-DJ Featuring Nathalie Aarts Out of control (Jupiter Records - Self) pubblicato anche in Giappone, Belgio, Paesi Bassi, Grecia e Malta
- 1997 Dream Team Tic, tic tac (Dipiù)
- 1997 Dream Team Going (Dipiù)
- 2004 Lambi Agua (Superdeejay Productions – Warner Chappel Music Italiana) pubblicato anche in Portogallo con P. F. Di Stolfo

### Remix
- 1994 Systematic Love is the answer Remix (X-Energy – Energy Production srl)
- 1995 Leandro Barsotti Mi piace (BMG / Nisa Srl) con Matteo Cifelli
- 1995 Mario Venuti Fortuna Polydor Records - Polygram)
- 1995 Eku “The secret of love” (Mordred - Dancework)
- 1996 Ambra Angiolini Aspettavo te (RTI Music/Flying Records Srl), con Davide Gardenghi - 2° singolo italiano più passato dalle radio italiane nel 1996 secondo i dati certificati da Audiradio (fonte Musica e dischi)
- 1996 Dineka I suffocate (RTI Music/Flying Records Srl)
- 1997 Tullio De Piscopo Andamento lento (EMI Italiana) con P. F. Di Stolfo
- 1997 Nilla Pizzi La rumba del cocoricò (Dipiù Srl) con P. F. Di Stolfo
- 1997 Marrabenta Nza Kuranza (RTI Music)
- 1999 Biagio Antonacci Iris (Mercury - Polygram)
- 2000 Andrea Mazzacavallo Nord-est (Edel Music)

### Pubblicazioni su compilation (conosciute)
- 1993 Match Music Compilation (D-Vision) M.C.J. Featuing Davina I'm ready
- 1993 The Party Collection (Dance Music Magazine) M.C.J. Featuing Davina I'm ready
- 1994 Grand Musique (Grand Marnier) Grand Musique e Locomotive Vocale cover (compilation promozionale con Vangelis, Philippe Saisse, Alan Parsons, Jean-Michel Jarre)
- 1994 Yabba-Dabba-Dance (Dig It) Systematic Love is the answer
- 1995 Yabba-Dabba-Dance 2 (Dig It) Daydream Thinkin' about you
- 1995 Original Megamix 2 (Radio Deejay Dig It) Z100 Gengennarugenge
- 1994 The Ultimate Collection (Dance Music Magazine) Mind Cables, Entropya
- 1994 Saturday Night Compilation (Dig It) The Stone Band Meet the Flintsones
- 1994 Saturday Night Compilation (Dig It) Next Block Give you my love
- 1996 Number One Compilation (Dance Factory/Do it yourself) Not a Deejay Out of control
- 2004 M.O.D.A. Music Fashion (M. O.D.A. Music Fashion) Lambi Agua

### CD e DVD non dance in ruoli diversi
- 1996 Politburo - Prigioniero (La Fucina Srl – Ariston – Polygram Italia Srl) nel ruolo di co-direttore artistico dell'etichetta segue la produzione dell'album - Il Mulino, Acquapendente VT.
- 1996 VM18 VM18 (Larione 10 - Rock Planet Productions) tastierista e programmatore sonoro. Album rock particolarmente innovativo e precursore delle sonorità che nel decennio successivo hanno influenzato la scena rock internazionale (produzione artistica di Marco Trentacoste)
- 1998 Giuni Russo Voce Prigioniera Live (Nar – RTI Music) primo cd live della grandissima artista: tratto dalle registrazioni effettuate nel corso del tour nazionale A casa di Ida Rubinstein con brani di Franco Battiato, Giuseppe Verdi, Gaetano Donizetti, Vincenzo Bellini ecc. – tastierista e responsabile delle programmazioni, in quartetto con Giuni Russo, Alessandro Nidi al Pianoforte e Massimo Ferraguti al Clarinetto
- 2001 Pino Daniele - CD Live Medina Tour direttore di produzione
- 2003 Niccolò Fabi - DVD live La cura del tempo tour live 2003 direttore di produzione
- 2006 Ron DVD live - Ron in concerto - Teatro di Garlasco PV coordinamento video
- 2011 Giuni Russo - DVD Live A casa di Ida Rubinstein 2011 tastierista/programmatore (Edel Music).

## Esperienze come fonico live
- MTV Sonic - fonico di palco per le registrazioni live di tutte le puntate del programma: Carmen Consoli, Noel Gallagher, Francesco De Gregori, Elio e le Storie Tese, No Doubt, Marlene Kuntz, Casinò Royale ecc.
- Italia 1 Super - fonico di sala puntata con Biagio Antonacci
- Italia 1 Super - fonico di sala puntata con Carmen Consoli
- Giuni Russo - fonico di sala e palco La Musica nei cieli tour

## Produzioni radiotelevisive
- 1999-2001 105 Night Express (Italia 1, Radio 105)
- 1999-2001 Super (Italia 1)
- 1999-2001 Montecarlo Night On Stage (diretta Radio Monte Carlo)
- 1999 PIM Premio Italiano della Musica 1999 (Italia 1)
- 2000 PIM Premio Italiano della Musica 2000 (Italia 1)
- 2000 Express (Italia 1)
- 2000 MTV Sonic – Rolling Stone Milano
- 2001 OuiMed diretta Rai in Eurovisione da Siracusa, collegamento reti nazionali Italia, Algeria, Grecia, Svezia, Norvegia, Finlandia con Articolo 31, Edoardo Bennato, Gemelli Diversi, Solis String Quartet
- 2001 Ibiza programma televisivo LA7
- 2002 Peter Fun programma televisivo Disney Channel
- 2003 MTV Day Milano Gianluca Grignani
- 2003 Italian Music Awards Italia 1 Mazda Palace Milano
- 2004 Festivalbar 2004
- 2004 MTV Day Lecce Mario Venuti
- 2005 MTV Day Bologna Tiromancino
- 2006 MTV Day Bologna Piero Pelù
- 2007 MTV Day Roma Tiromancino
- 2007 Family Day evento in diretta Rai a reti unificate da Roma piazza San Giovanni con oltre 2 milioni di partecipanti
- 2010 MTV Day Torino Baustelle

## Eventi musicali, tournée e concerti
- 1999 Monza Rock Festival 1999 (Pino Daniele, Lenny Kravitz, Aerosmith, Litfiba, Black Crowes, Articolo 31, Gianluca Grignani, Alex Britti, Echo & the Bunnymen, The Cardigans ecc) - Autodromo nazionale di Monza
- 1999 Articolo 31 Concerto di Capodanno 2000 - Taranto
- 1999 Almamegretta - Rolling Stone Milano
- 1999 Ligabue Miss Mondo (trasmessa da Rai1) - Arena di Verona
- 2000 Renato Zero con l'Orchestra di Renato Serio, Carla Fracci e i Momix - Ippodromo del Galoppo Milano
- 2000 Monza Rock Festival 2000 (Skunk Anansie, Alanis Morrissette, Niccolò Fabi, Carmen Consoli, Consorzio Suonatori Indipendenti, Angie Stone, Lamb, Max Gazzè, Nine Inch Nails ecc) - Autodromo nazionale di Monza
- 2000 Niccolò Fabi Sting Brand New Day Tour italian tour supporter
- 2000 Niccolò Fabi Concerto di Capodanno 2001 - Chieti
- 2001 Niccolò Fabi tour nazionale 2001
- 2001 Eros Ramazzotti live presentazione album - Auditorium Milano
- 2001 Premiata Forneria Marconi tour nazionale Serendipity, teatri e palasport
- 2001 Pino Daniele tour nazionale Medina Tour
- 2002 Cristiano De André tour nazionale Scaramante
- 2002 Gianluca Grignani tour nazionale Uguali e Diversi estivo
- 2002 Pino Daniele/Fiorella Mannoia/Ron/Francesco De Gregori - Milano e Genova
- 2002 Blues Brothers e Bo Johanssen - Idroscalo Milano
- 2002 Gianluca Grignani tour nazionale Uguali e Diversi estivo
- 2003 Gianluca Grignani tour nazionale Uguali e Diversi teatrale
- 2003 Niccolò Fabi tour nazionale La Cura del Tempo teatrale
- 2003 Gianluca Grignani tour nazionale L'aiuola
- 2003 China meets Italy - Shanghai Cina
- 2003 Niccolò Fabi tour nazionale La Cura del Tempo club
- 2004 Gianluca Grignani tour nazionale Succo di Vita palasport
- 2004 Ivano Fossati Tour Acustico (date di Catania, Palermo, Cosenza, Catanzaro, Bari, Milano, Martina Franca (TA), Perugia, Viareggio, Cuneo, Brescia, Firenze)
- 2004 Niccolò Fabi tour nazionale Novo Mesto
- 2004 Mario Venuti tour nazionale
- 2005 Tiromancino tour nazionale Illusioni Parallele invernale palasport
- 2005 Citroën e Radio Deejay, Citroën C1 Experience: tour nazionale (Varese, Pisa, Alba, Pesaro, Padova, Palermo, Frosinone, Sassari) condotto dal Trio Medusa, esibizioni di Tiromancino, Negramaro, Le Vibrazioni, Marina Rei, Mario Venuti, Sugarfree, Piero Pelù, Aeroplanitaliani
- 2005 Tiromancino tour nazionale Illusioni Parallele estivo
- 2005 Fiorella Mannoia concerto a Villa Aldobrandini Frascati Roma
- 2005 Pino Daniele concerto a Villa Aldobrandini Frascati Roma
- 2005 Marina Rei tour nazionale
- 2006 Niccolò Fabi tour nazionale Novo Mesto teatrale
- 2006 Citroën e Radio Deejay, Citroen C1 Experience: tour nazionale con talkshow Linus e Nicola Savino, conduzione del Trio Medusa, esibizioni di Simone Cristicchi, Niccolò Fabi, Tiromancino, Le Vibrazioni, Negramaro, Alex Britti, Mario Venuti, Bluebeaters
- 2006 Niccolò Fabi tour nazionale Novo Mesto estiva
- 2006 Piero Pelù tour nazionale In Faccia Tour 2006 estiva
- 2006 Niccolò Fabi tour nazionale Novo Mesto club
- 2006 Piero Pelù tour nazionale In Faccia Tour club
- 2006 Tiromancino tour nazionale L'Alba di Domani estiva
- 2006 Tiromancino tour nazionale L'Alba di Domani club
- 2008 Tiromancino Tour nazionale
- 2010 Afterhours - Salerno e Bari Teatro Petruzzelli
- 2010 Arisa tour nazionale allestimento e start up
- 2010 Claudio Coccoluto serata evento di chiusura Cosmoprof - Bologna
- 2010 Motel Connection - Tunnel Reggio Emilia
- 2010 Baustelle allestimento e tour nazionale

## Produzioni discografiche con l'etichetta Zapted
- 2006 CD Album Màs Ruido Choose! (produzione artistica di Fabio Trentini), registrato in Germania ad Hannover e Munster e promosso con i due singoli e i relativi video My Angels e Stand Out. Alle registrazioni dell'album partecipano anche il batterista degli H-Blockx Steffen Wilmking, il cantante degli H-Blockx Henning Wehland ed il chitarrista dei Guano Apes Henning Rümenapp - Distribuzione Universal Music;
- 2007 CD Album Triad Vibration Triad (produzione artistica Triad e Lamberto Cesaroni), registrato al Cavò Studio di Bergamo, progetto che inventa e apre la strada al genere Tribaljazz riunendo gli elementi di ritmo ed ancestralità del trio (Walter Tannì Mandelli al didgeridoo, Gennaro Scarpato alla batteria ed il jazzista Ezio Salfa al basso) alle improvvisazioni jazz degli ospiti coinvolti in ogni occasione. Al progetto Triad partecipano il trombettista cubano Gendrickson Mena, il pianista compositore Giovanni Venosta, le cantanti Luz Amparo Osorio e Lucia Minetti, la rapper Vaitea, il Dj Skyzo, il sassofonista Eric Marienthal (Chick Corea - Electric Band) ecc.

I primi 4 concerti dei Triad presso il Blue Note di Milano, tutti sold-out, sono caratterizzati da un ritmo potente sul quale si sovrappongono le improvvisazioni di ospiti sempre diversi (in un'occasione anche Lamberto Cesaroni stesso al pianoforte): il concerto di presentazione dell'album, sempre presso il Blue Note, tempio del jazz di Milano, è così affollato che al Blue Note di Milano viene conseguentemente ridotta l'agibilità.